# Skytteholm, Solna kommun

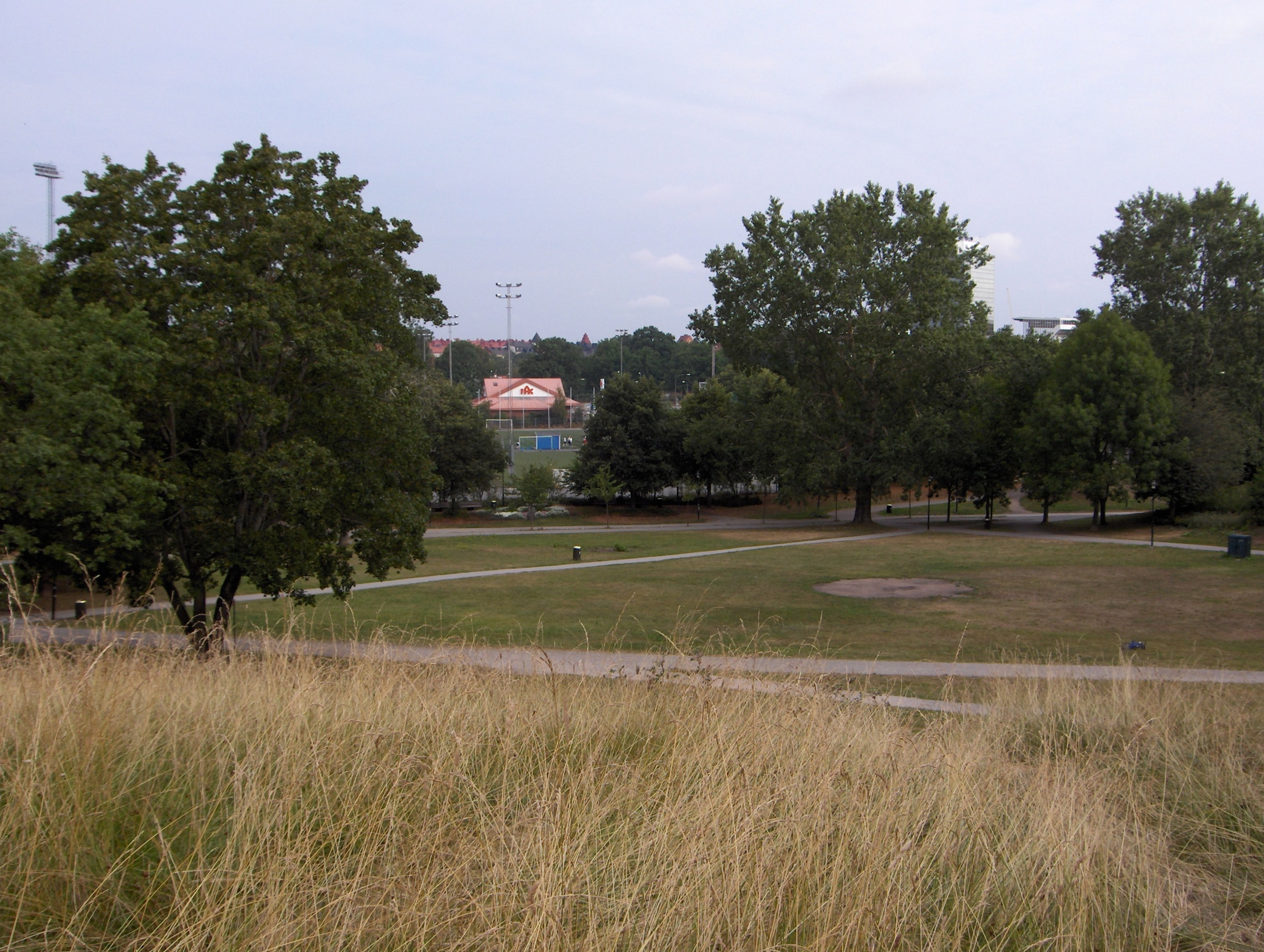
En del av Skytteholm var tidigare sjö. Det flacka så kallade Skytteholmsfältet, med bland annat flera fotbollsplaner, upptar än idag en stor del av Skytteholm.

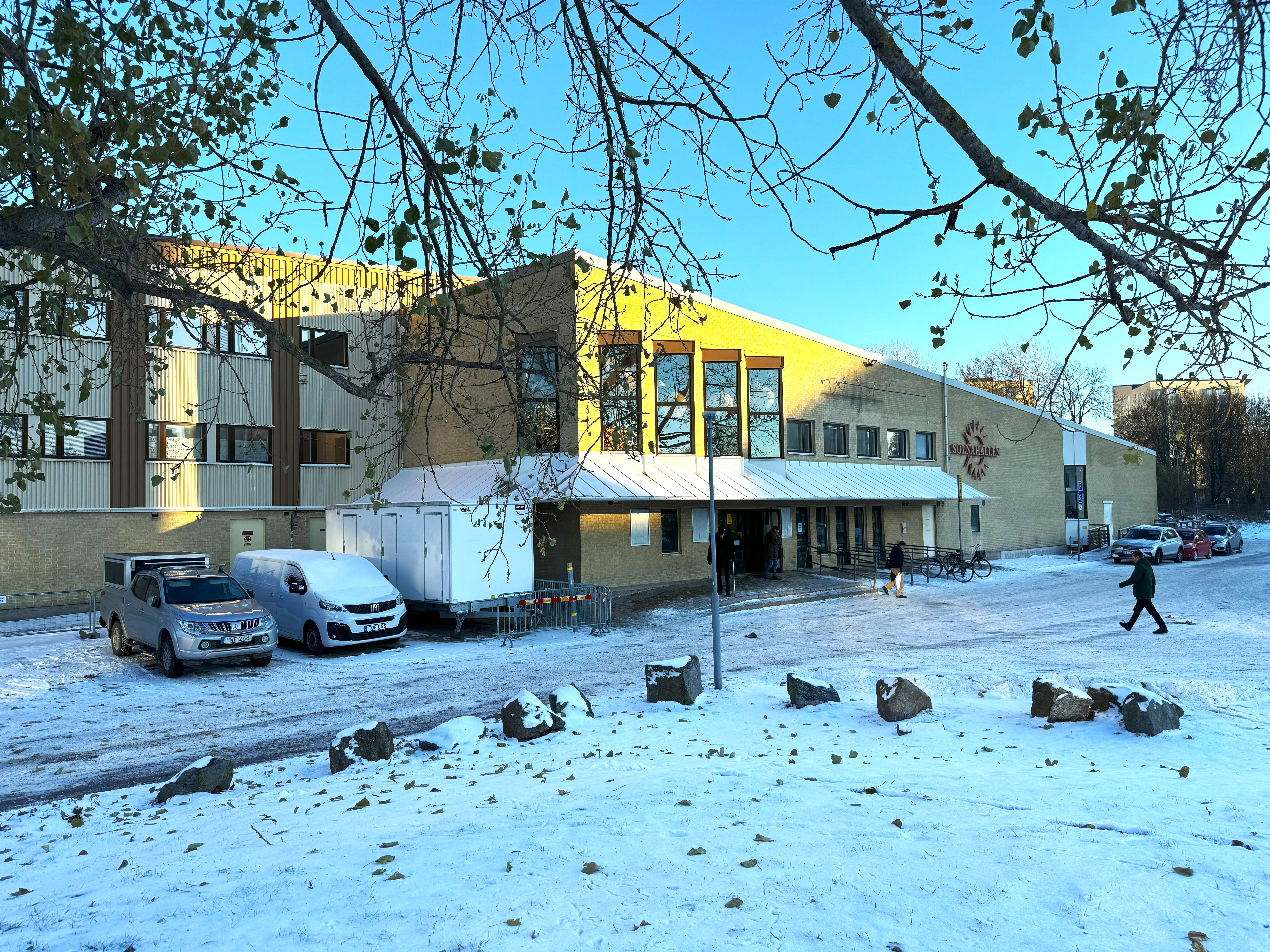
Solnahallen vid Frösundaleden.

Skytteholm är en stadsdel centralt belägen inom Solna kommun. Skytteholm gränsar till Råsunda i norr och nordväst, till Hagalund i nordost, till Huvudsta och i väster till Sundbybergs kommun. Stadsdelen omfattar Solna centrum, Hanneberg, Nyboda och Solna Business Park (f.d. Virebergs industriområde).
Solna stadshus ligger i Skytteholm.

## Namnet
Namnet Skytteholm kommer från den fastighet Stora Ahlbylund n:9 som från 1902 fanns på berget väster om nuvarande Solna centrum, det berg som officiellt heter Skytteholmsberget men som i folkmun också var känt som Slaktarbacken. Den förste arrendatorn slaktaren Gustaf Danielsson gav fastigheten namnet.  

## Demografi
Skytteholm har 7 318 invånare (år 2013), vilket utgör 10,1 procent av Solna kommuns totala invånarantal. Av invånarna i Skytteholm har 30,3% utländsk bakgrund (är födda utomlands eller har bägge föräldrarna födda utomlands), vilket är lägre än motsvarande andel i hela Solna kommun (34,1%).

## Historia
Ända fram till i början av 1900-talet var stora delar av det nuvarande Skytteholm täckt av vatten. Detta vatten kallade man Träsksjön och senare Rudsjön. Under den första hälften av 1900-talet började man torrlägga sjön, vilket skapade en enorm stank. Området användes även som soptipp.
Den första stadsplanen för Skytteholm togs fram 1948 av den finske arkitekten Alvar Aalto tillsammans med Albin Stark. Skytteholm bebyggdes sedan i ganska rask takt under 1950- och 1960-talen, sedan Solna förvärvat marken från familjen Wibom på Huvudsta gård. Eftersom en mycket stor andel av bebyggelsen i Skytteholm är från 1950-, 1960- och 1970-talen är det än så länge ytterst lite som anses ha högt kulturhistoriskt eller konstnärligt värde.

## Skolor
I området finns det två skolor, Skytteholmsskolan, som sträcker sig från sexårsverksamhet till sjätte klass, samt Nybodaskolan.

## Kommunikationer
Med sitt centrala läge i Solna har Skytteholm goda kommunikationer. De stora vägarna Frösundaleden och Solnavägen omsluter Skytteholm i nordväst respektive nordöst. Tunnelbanans blå linje, Akalla-grenen, har en station i Skytteholm, nämligen Solna centrum. Norr om Solna Centrum, vid gränsen mellan Skytteholm och Råsunda, finns Tvärbanans hållplats Solna Centrum. Vid Solna centrum finns en bussterminal. Terminalen, eller hållplatser alldeles i närheten av den, trafikeras av ett flertal busslinjer under dagtid.

## Bilder
Bilder från Skytteholm en lördagsmorgon i augusti, 2011.

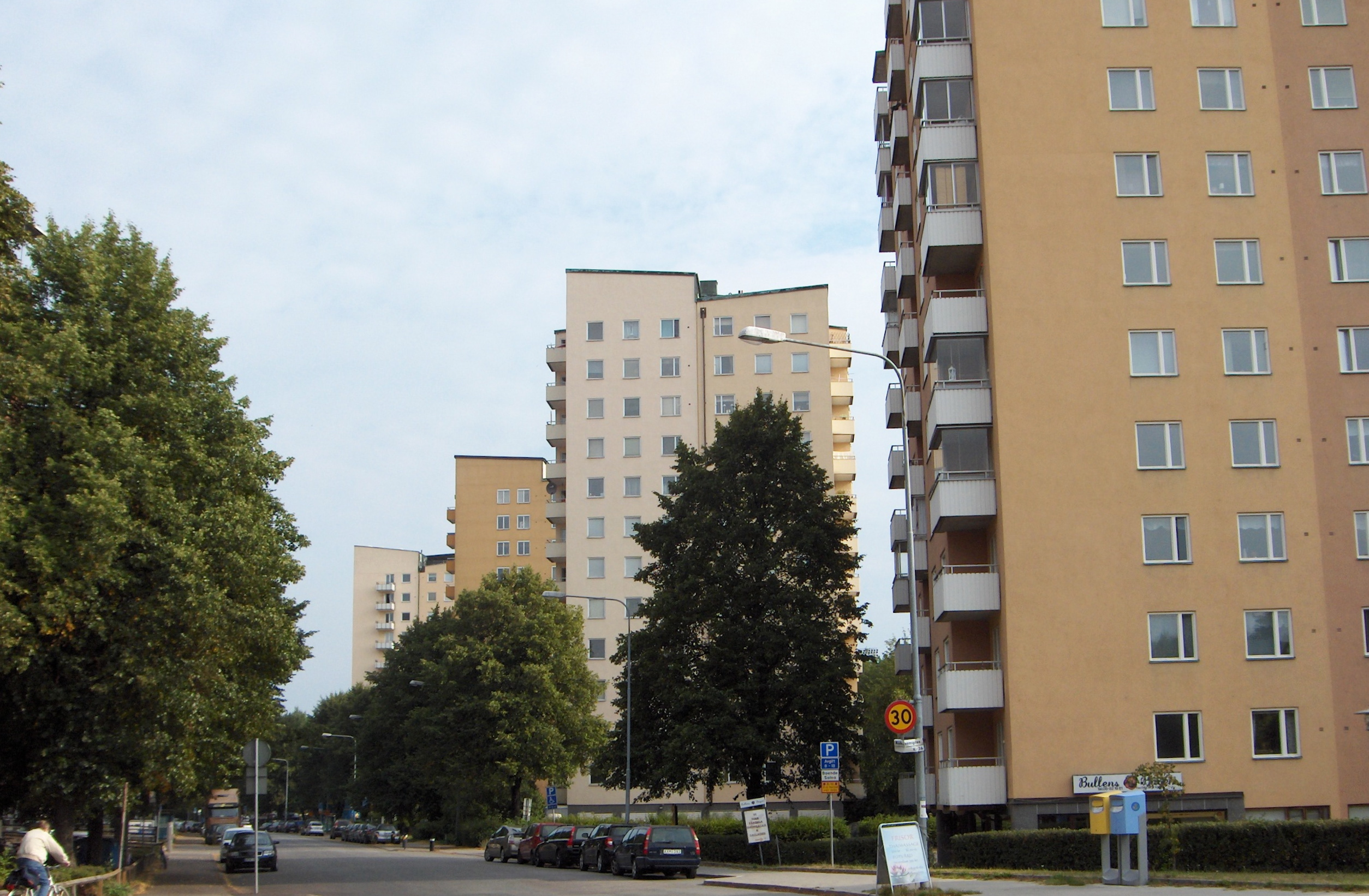
Punkthus med adress Ankdammsgatan 36–42, uppförda 1956–60, arkitekter Carl Grandinson, Hack Kampmann, Kjell Ödeen och Sture Frölén.
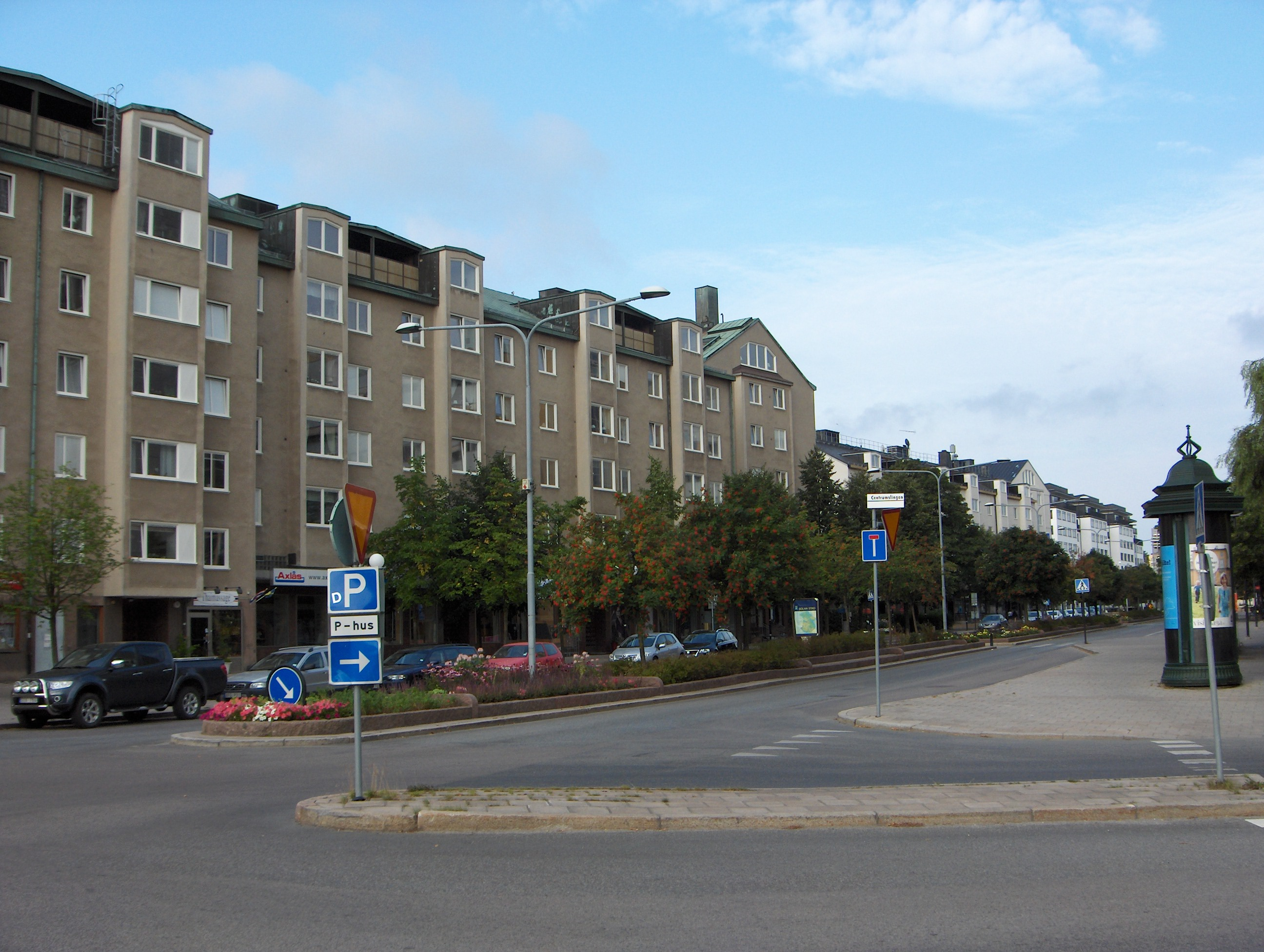
Bostadshus på Centralvägen uppförda 1951–52, arkitekt Sture Frölén.
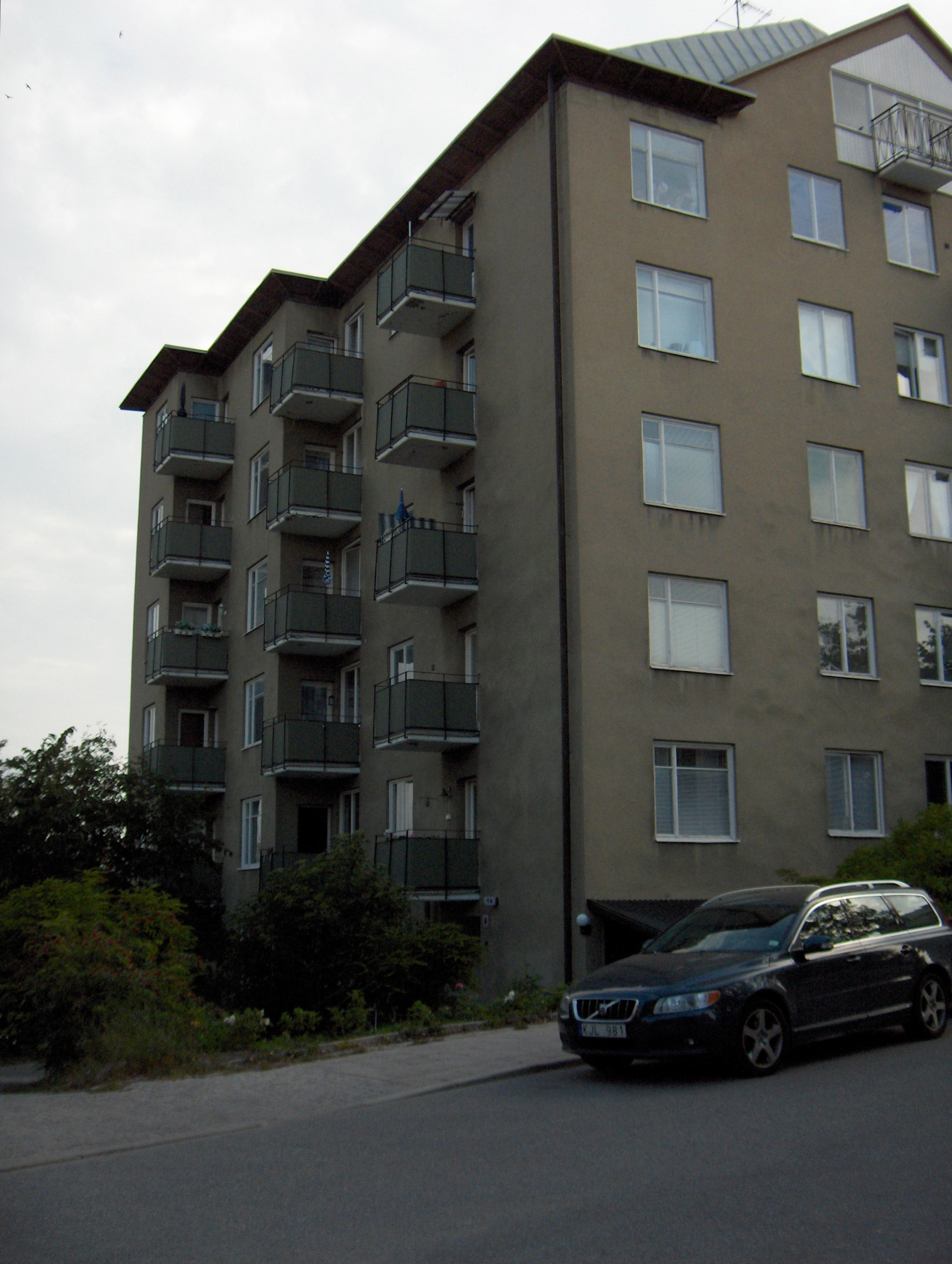
På Hannebergsgatan finns ett flertal punkthus ritade av Sture Frölén, uppförda 1949–1951. De har beskrivits som ”ett fint exempel på dåtidens omsorgsfulla vardagsarkitektur”.
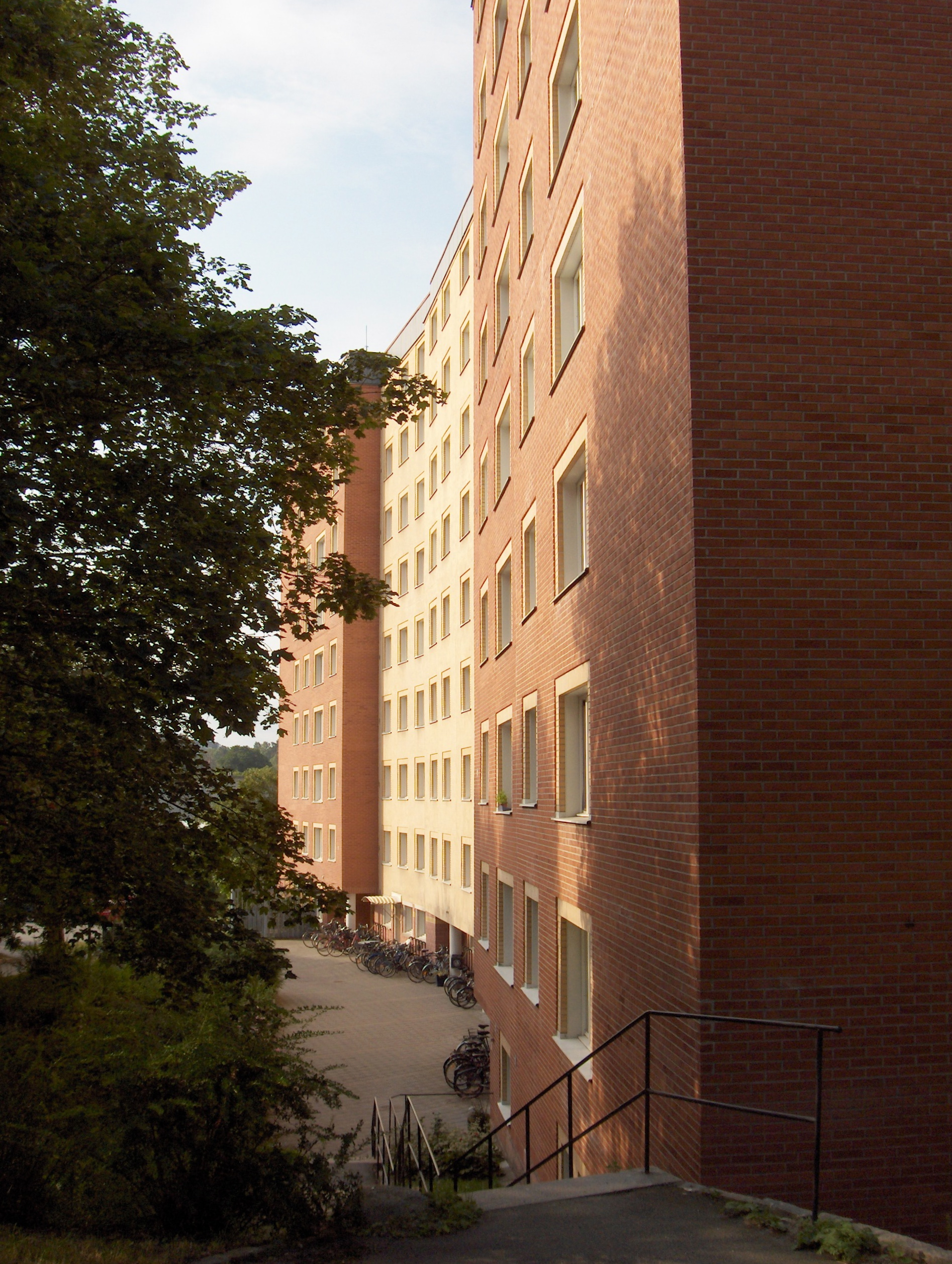
Husen på Klippgatan är tredelade och mycket stora. Deras färgsättning har piffats upp sedan de byggdes 1963–1964.
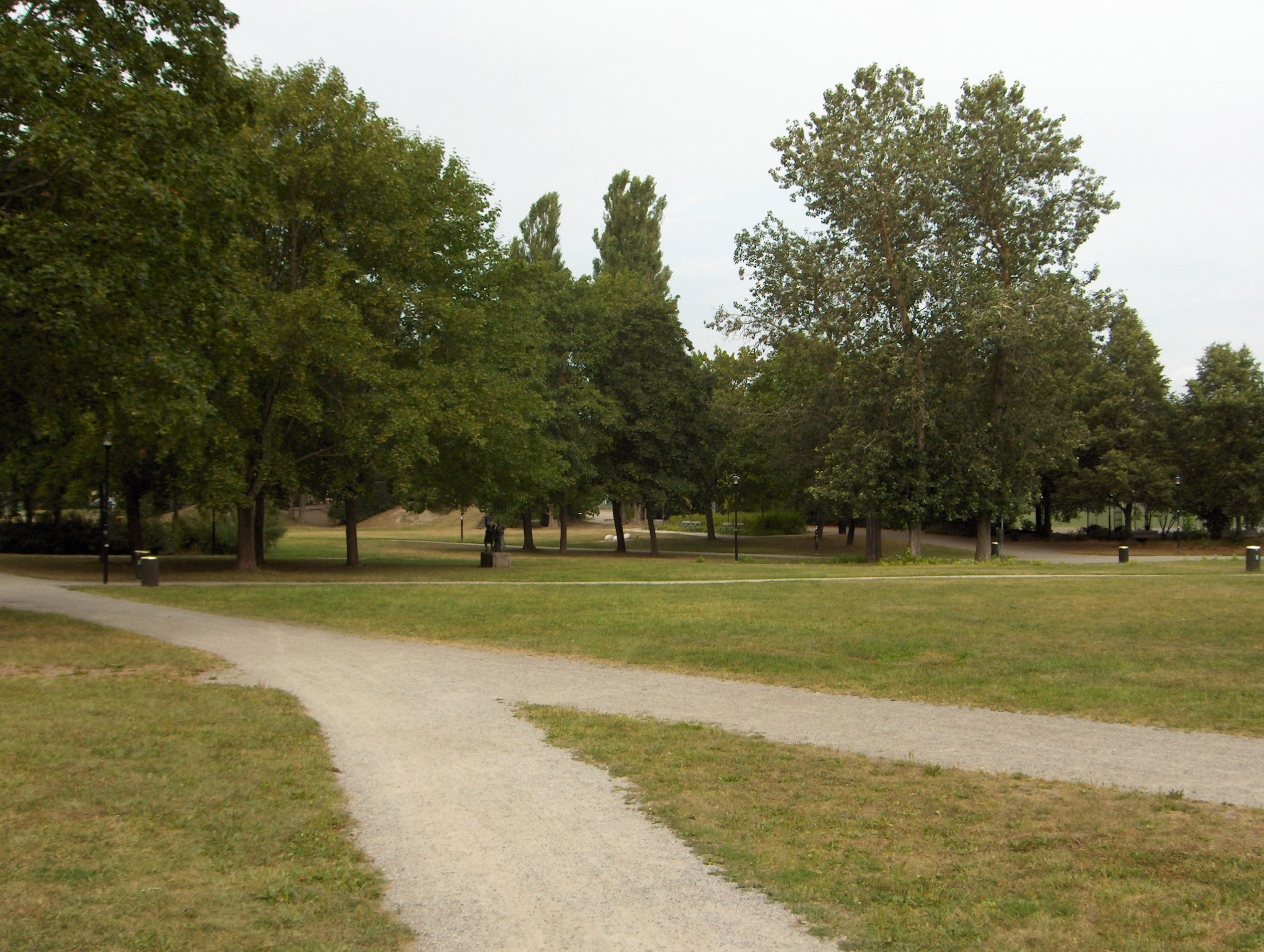
Del av Skytteholmsfältet.
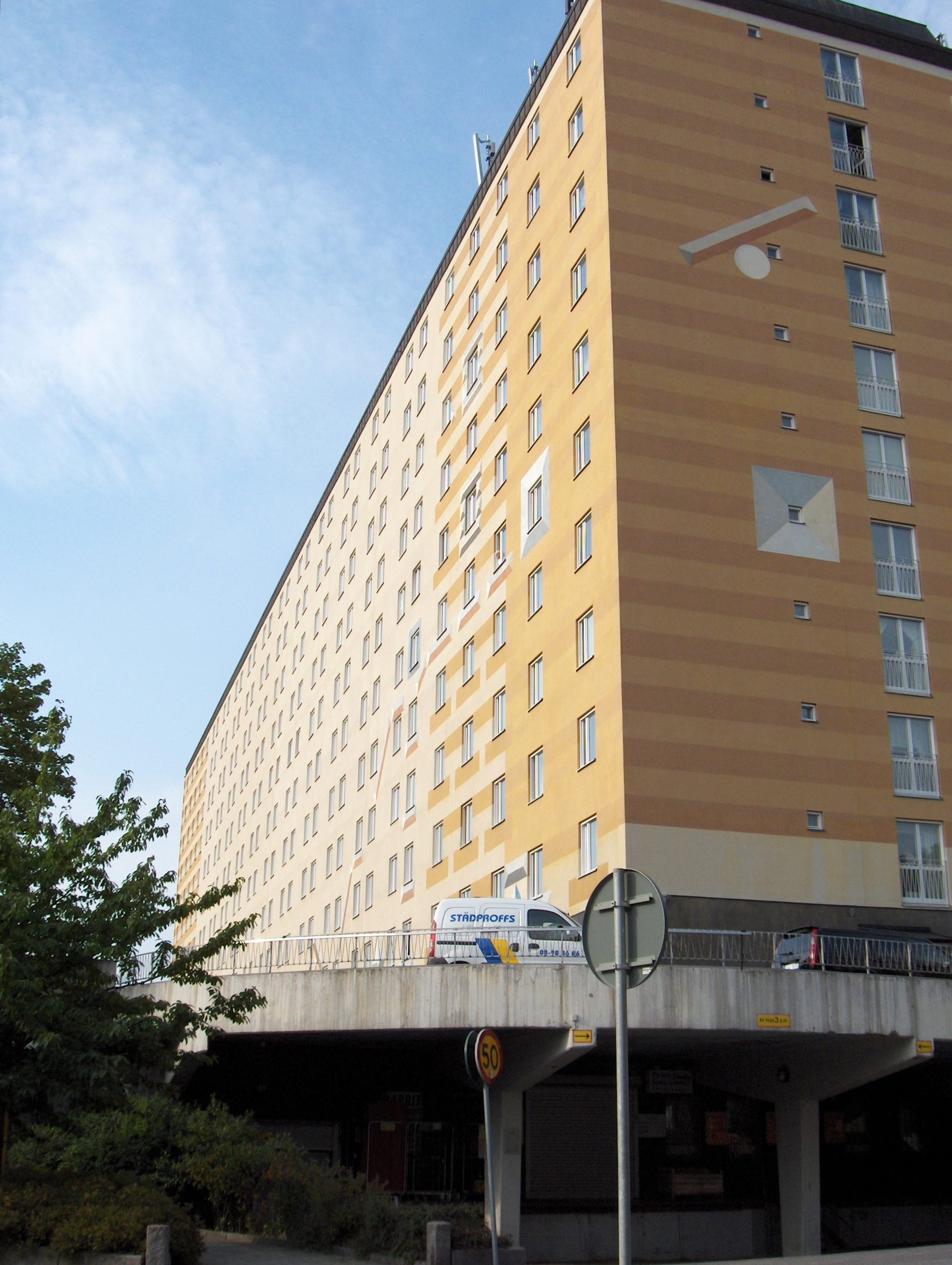
Det förmodligen största bostadshuset i Skytteholm är Ankdammsgatan 5A-5H, som ligger där Ankdammsgatan mynnar i Huvudstagatan.
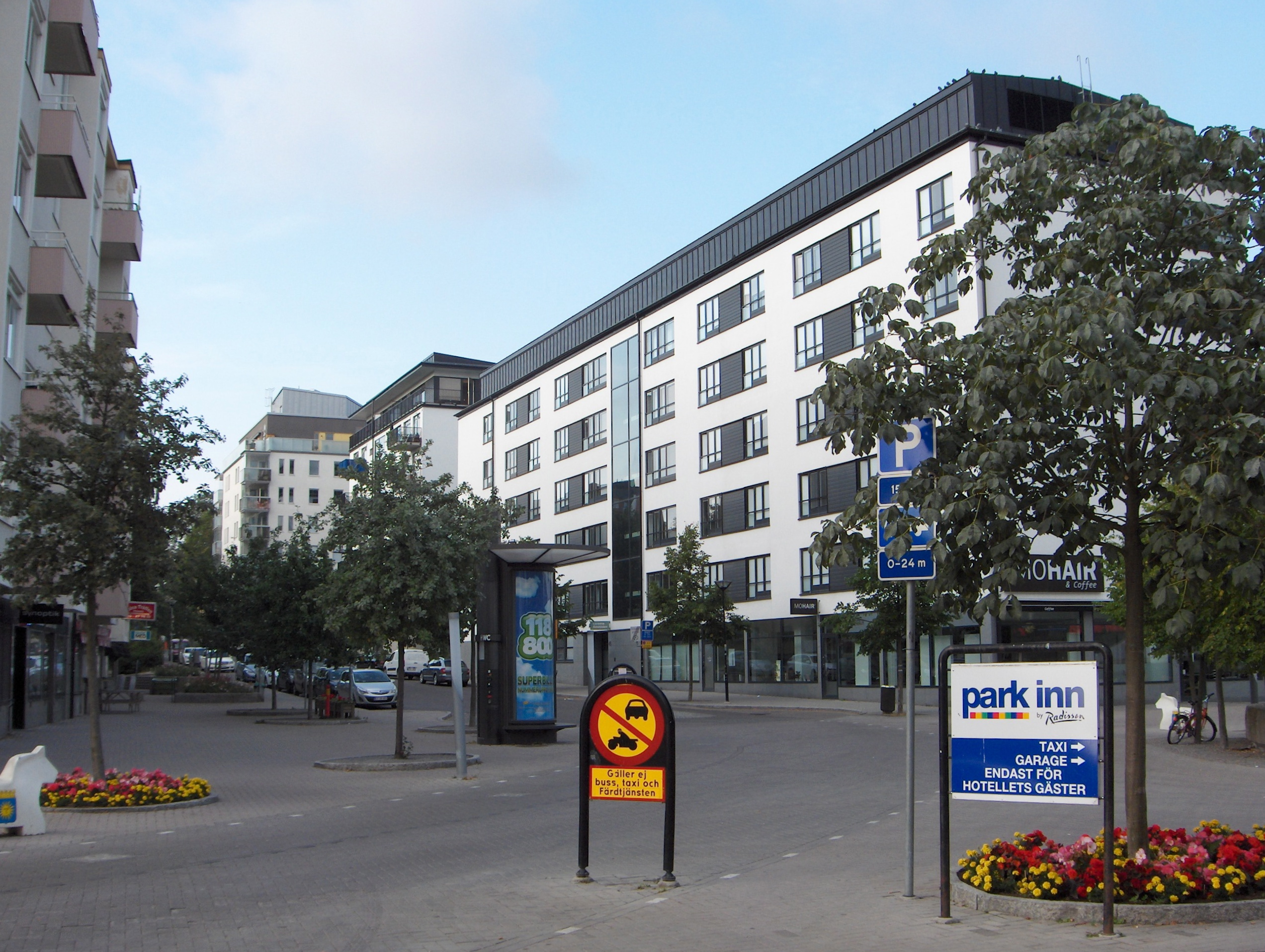
Skytteholmsvägen 43–47, mycket nära Solna centrum. Huset inrymmer ett äldreboende.
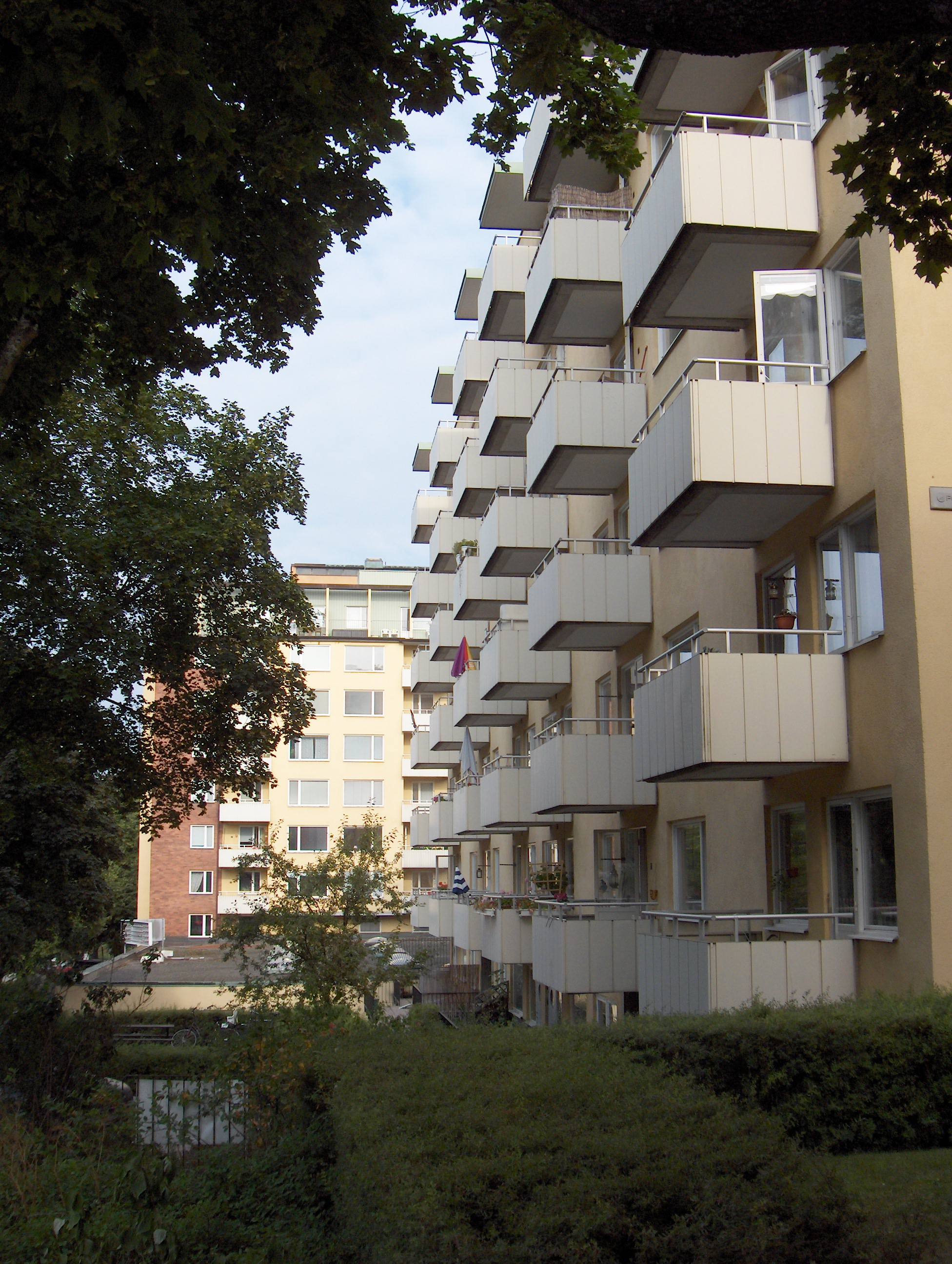
Balkonger på Ankdammsgatan 28–30.
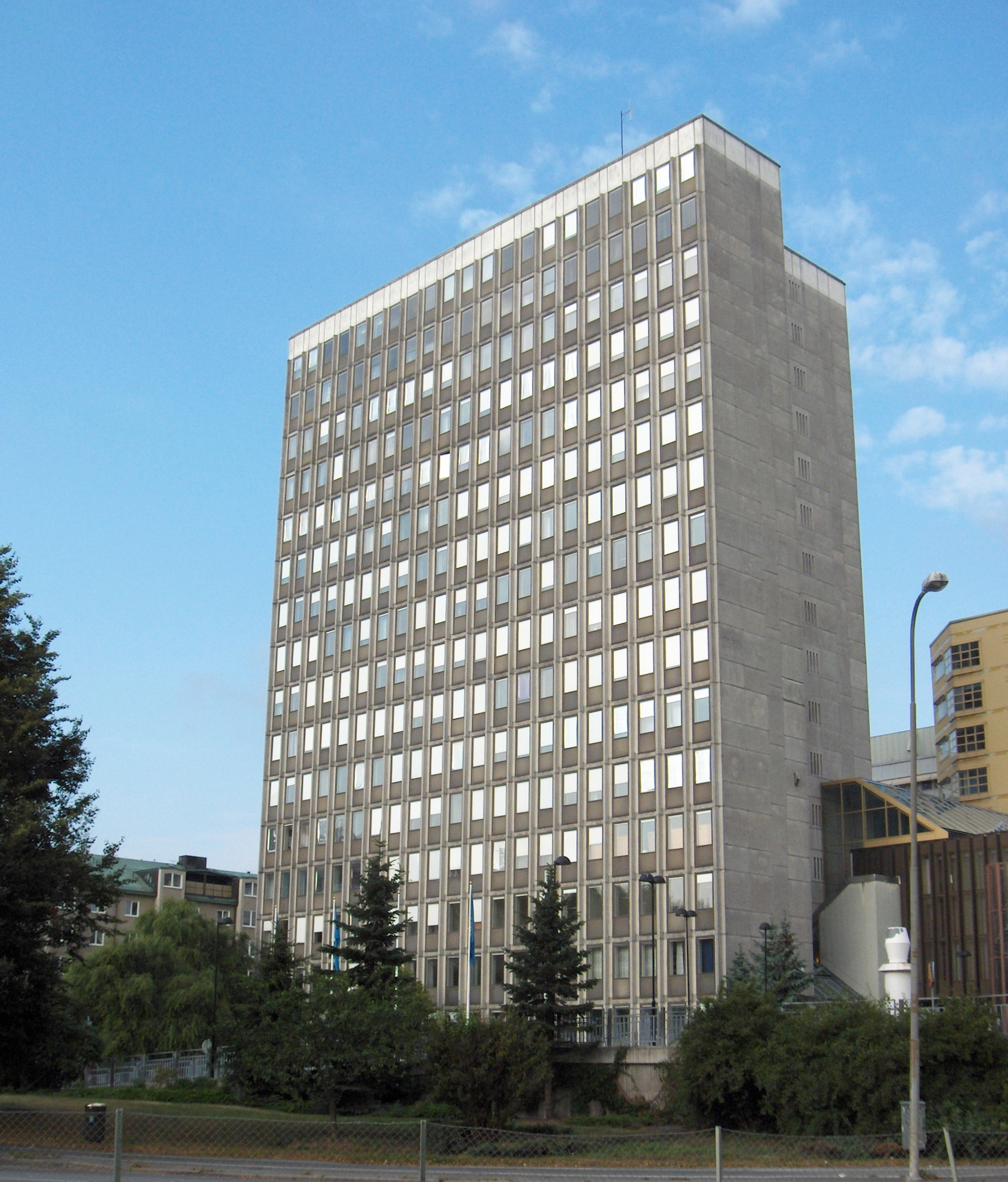
Solna stadshus fotograferat från andra sidan Solnavägen.
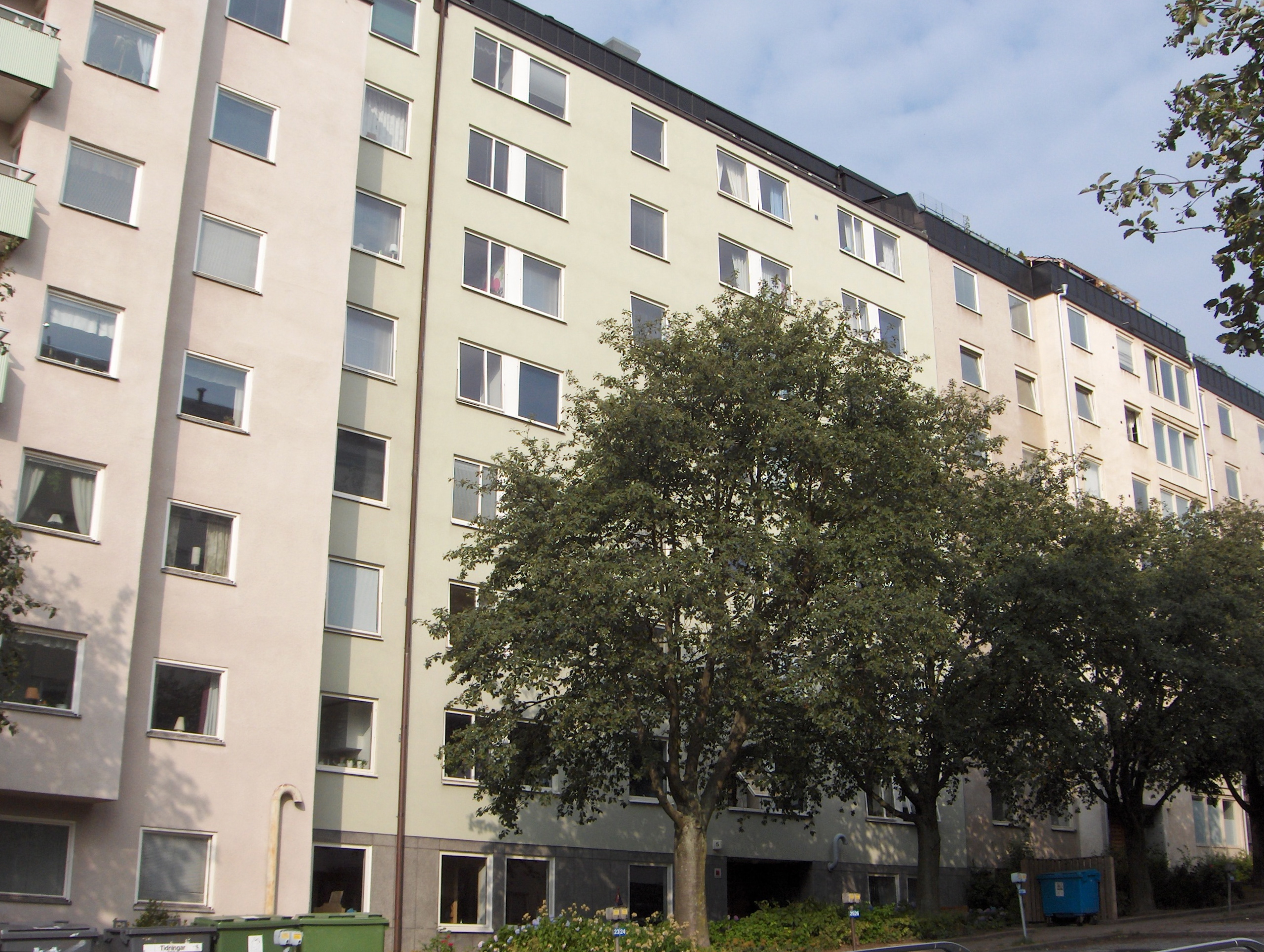
Framnäsbacken 5–7 i västra Skytteholm, nära Solna Business Park.